# Ream nationalpark
Ream nationalpark är en nationalpark i Kambodja.   Den ligger i provinsen Kampot, i den södra delen av landet, 170 km sydväst om huvudstaden Phnom Penh. Ream nationalpark ligger 6 meter över havet. Arean är 210 kvadratkilometer.
Tropiskt monsunklimat råder i trakten. Årsmedeltemperaturen i trakten är 25 °C. Genomsnittlig årsnederbörd är 3 047 millimeter. Den regnigaste månaden är september, med i genomsnitt 610 mm nederbörd, och den torraste är februari, med 24 mm nederbörd.